# Martin Grase
Martin Grase (* 3. Mai 1891 in Schlochau, Westpreußen; † 4. August 1963 in Freiburg im Breisgau) war ein deutscher Offizier, zuletzt General der Infanterie im Zweiten Weltkrieg.

## Leben
Grase trat am 24. März 1909 aus dem Kadettenkorps kommend mit dem Charakter als Fähnrich in das Grenadier-Regiment „König Friedrich der Große“ (3. Ostpreußisches) Nr. 4 der Preußischen Armee ein. Von Mitte Oktober 1909 bis Juli 1910 wurde er an die Kriegsschule Anklam kommandiert, erhielt dort zwischenzeitlich das Patent zu seinem Dienstgrad sowie nach dem erfolgreichen Abschluss die Beförderung zum Leutnant.
Mit Ausbruch des Ersten Weltkriegs kam Grase als Zugführer, später als Führer der MG-Kompanie mit seinem Regiment an die Ostfront, wo er an den Kämpfen bei Stallupönen, Gumbinnen, Tannenberg, an den Masurischen Seen sowie der Winterschlacht in Masuren teilnahm. Während der Stellungskämpfe zwischen Orzye und Szkwa wurde Grase verwundet und musste ins Lazarett. Nach seiner Gesundung war er für zwei Monate Führer der Festungs-MG-Abteilung Nr. 19 und wurde am 20. August 1915 zum neu aufgestellten Infanterie-Regiment Nr. 374 versetzt. Hier führte er zuerst die MG-Kompanie, wurde am 27. Januar 1916 zum Oberleutnant befördert und ab 17. September 1916 MG-Offizier beim Regimentsstab. Mit dem Regiment lag er an der Ostfront in Stellungskämpfen zwischen Krewo, Smorgon, Narotschsee und Tweretsch. Nach zwischenzeitlichen Lehrgängen an der Kampfschule Wilna sowie beim Sturm-Bataillon Nr. 5 der 5. Armee wurde Grase Anfang Februar 1918 zum Stab der 16. Landwehr-Division kommandiert und zum 1. April 1918 dorthin als Erster Ordonnanzoffizier versetzt. Kurz vor Kriegsende stieg er am 11. Oktober 1918 noch zum Adjutant auf.
Nach Kriegsende und der Rückkehr in die Heimat wurde Grase zunächst am 18. Dezember 1918 in sein Stammregiment rückversetzt und nach der Demobilisierung Mitte Januar 1919 als Ordonnanzoffizier zum Generalkommando des I. Armee-Korps versetzt. Von Juni bis Oktober 1919 war er Kompanieführer beim I. Freiwilligen-Bataillon seines ehemaligen Regiments, das als Freikorps beim Grenzschutz Ost im Einsatz war. Anschließend wurde Grase in die Vorläufige Reichswehr übernommen und war dort ab 1. Oktober 1920 in Allenstein Adjutant des Ergänzungs-Bataillons im Infanterie-Regiment 2. Am 2. Mai 1922 wurde Grase Hauptmann und als solcher am 25. Januar 1923 Chef der 15. Kompanie seines Regiments. Nach Abschluss eines Minenwerfer-Lehrgangs war Grase vom 1. November bis 31. Dezember 1929 Chef der 13. MW-Kompanie. Anschließend folgten verschiedene Stabsverwendungen. Zunächst beim Stab der 3. Division und beim Stab der Kommandantur Berlin, unterbrochen von einer Verwendung bei der Wehrgauleitung Berlin. In der Zwischenzeit war Grase am 1. Januar 1933 zum Major sowie am 1. Juli 1935 zum Oberstleutnant befördert worden. Als solcher wurde er am 15. Oktober 1935 Kommandeur des III. Bataillons des Infanterieregiments 30. Nach seiner Kommandierung zu einem Stabsoffiziers-Lehrgang wurde Grase am 6. Oktober 1936 zum Ersten Adjutant beim Generalkommando des I. Armeekorps ernannt.
Am 15. Juli 1944 wurde er Nachfolger von General von Falkenhausen als Chef der deutschen Militärverwaltung in Belgien und Nordfrankreich.

## Auszeichnungen
- Eisernes Kreuz (1914) II. und I. Klasse[2]
- Verwundetenabzeichen (1918) in Schwarz[2]
- Spange zum Eisernen Kreuz II. und I. Klasse
- Ritterkreuz des Eisernen Kreuzes mit Eichenlaub[1]
  - Ritterkreuz am 18. Oktober 1942
  - Eichenlaub am 23. Mai 1943 (248. Verleihung)